# 戦藻録

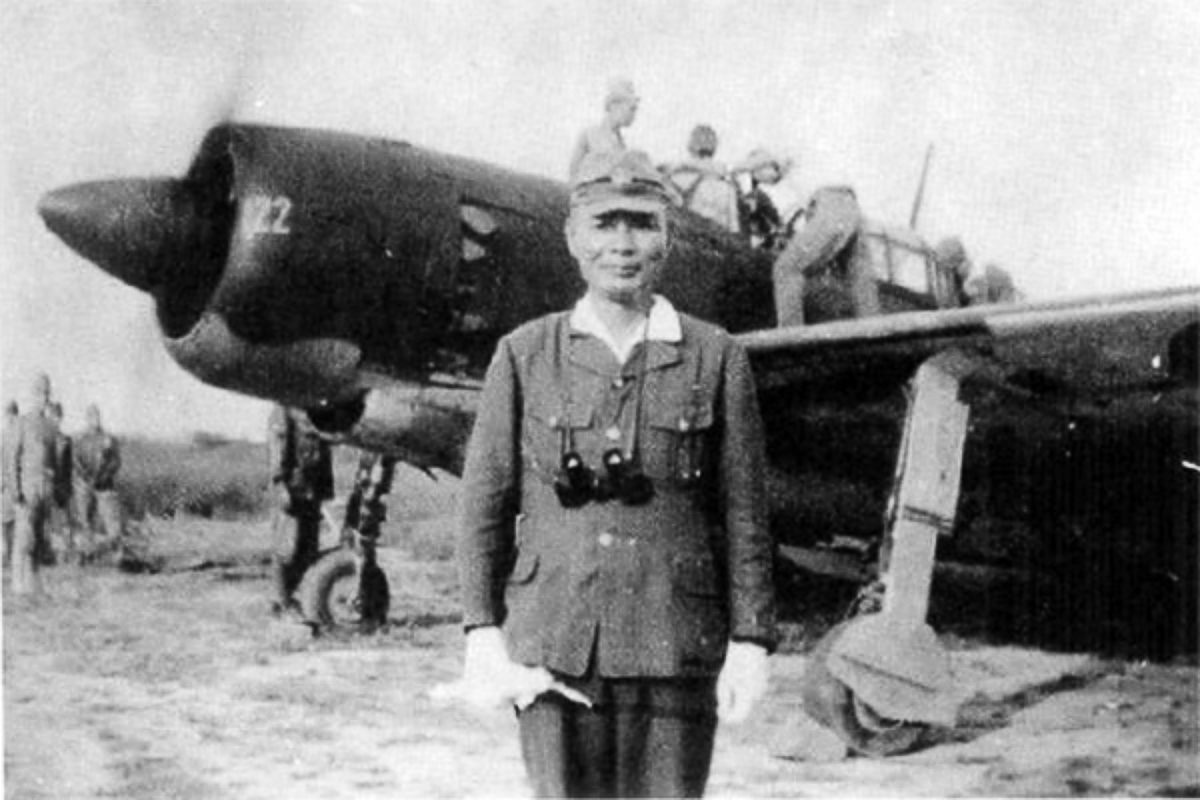
戦藻録を書き終え、特攻出撃直前の宇垣。手にした短刀は昭和天皇が山本五十六に賜ったもので、山本から宇垣に伝えられたものである。

『戦藻録』（せんそうろく）は、宇垣纏が記した陣中日誌。副題は「大東亜戦争秘記」。
日本海軍作戦の第一級史的資料、戦争文学とも見られる。

## 内容
本書の名称は「戦の屑籠、否戦藻録と命名」とはしがきにあり宇垣本人によるもの。1941年10月16日から1945年8月15日の死まで宇垣により続けられた陣中録。海軍甲事件で負傷した時期も宇垣の口述筆記で部下によって書き続けられた。
宇垣は軍の要職を歴任した人物であるため、第一級史的資料として見られる。彼の人生哲学、処世感、思考なども読める。「鉄仮面（黄金仮面）」とあだ名され喜怒哀楽を表さない冷血漢と見られた宇垣が亡妻を思いやるなど意外なほど家庭的な一面を持っていたことなども読みとれるという。
戦後、宇垣の嗣子博光（医師）が横井俊之、小川貫爾に委嘱し前編が1952年（昭和27年）に日本出版協同から刊行され、翌年後編が刊行された。横井は宇垣の第五航空艦隊司令長官時代の参謀長、小川は博光の岳父である。のちに刊行当時行方不明となっていた開戦前50日間の日誌が宇垣家に届けられ、該当部分を増補した形で1968年（昭和43年）原書房から明治百年史叢書第50巻として刊行された。宇垣は本書を「敵手に任すべからず」としていたが、戦後GHQ戦史室調査員を務めたゴードン・プランゲがその価値を認めて外国語出版権を取得し、米国でもピッツバーグ大学出版局からThe Diary of Admiral Matome Ugakiと題して刊行された。

### 執筆の動機
宇垣は1938年（昭和13年）12月から1941年（昭和16年）2月まで軍令部第一部長（作戦部長）の地位にあった。この間 支那事変は膠着状態を脱却できず、日独伊三国同盟締結、仏印進駐などが行われ日米関係は悪化の一途をたどる。宇垣は三国同盟に反対であったが最終的には賛成したこと、支那事変を解決することができなかったこと、また仏印進駐についても自責の念を持っていた。宇垣は日米戦わずとの大方針にもかかわらず、日米戦争が現実のものとなってきた状況に現職の連合艦隊参謀長である身を思い、「公務上の事も、個人的の事も一切構はず、その日その日にまかせて書き綴る事は将来ナニガシカの為に必要と考へる」として執筆を開始した。
プランゲは公刊されることを想定して書かれたものであると見ている。

### 紛失部分
ブランゲによる大戦関係者への聴取・資料収集に協力した千早正隆によれば、本書の序編にあたる部分を千早が英訳した際は1941年（昭和16年）10月22日に宇垣が第一航空艦隊の人事につき山本五十六に「南雲長官と草鹿参謀長を更迭し長官後任に小沢治三郎を用いるよう進言し山本から同意を得た」という記述があったとしている。しかし刊行された『戦藻録』に該当部分はなく千早は何者かによって抹消された可能性を指摘している。
また第六巻も戦後に連合艦隊先任参謀であった黒島亀人が東京裁判の証人として利用するとして借受も紛失する。冨士信夫によれば、黒島が証人として東京裁判に出廷したことはないという。
第六巻の範囲は1943年1月1日から4月2日。ガダルカナル島撤収作戦、東部ニューギニアのラエ増援作戦、4月に予定された航空大攻勢の準備について記載があったであろうと考えられている。千早正隆は宇垣が大きな作戦後は所見と反省の記載を常としたためガダルカナル島作戦における反省もあったと見ている。

## 構成
本書の原本は15冊から成り、各冊は次の期間を対象としている。
1. 序編 第3次近衛内閣の退陣から真珠湾攻撃直前まで（1941年（昭和16年）10月16日 - 同12月6日）
2. 其一 真珠湾攻撃前日から年末まで（同16年12月7日 - 同12月31日）
3. 其二 正月から珊瑚海海戦まで（1942年（昭和17年）1月1日 - 同5月16日）
4. 其三 ミッドウェー海戦から第二次ソロモン海戦まで（同17年5月17日 - 同8月16日）
5. 其四 米軍マキン島上陸から南太平洋海戦まで（同8月17日 - 同10月31日）
6. 其五 第三次ソロモン海戦から安田義達の訣別電まで（同11月1日 - 同12月31日）
7. 其六 紛失（1943年（昭和18年）1月1日 - 同4月2日）
8. 其七 海軍甲事件での負傷・療養期間（同18年4月3日 - 同5月22日）
9. 其八 療養期間（同18年5月23日 - 1944年（昭和19年）2月21日）
10. 其九 第一戦隊司令官就任からリンガ泊地出撃まで（同19年2月22日 - 同5月10日）
11. 其十 マリアナ沖海戦（同5月11日 - 同7月31日）
12. 其十一 レイテ沖海戦（同8月1日 - 同11月14日）
13. 其十二 第一戦隊司令官退任から保養まで（同19年11月15日 - 1945年（昭和20年）2月9日）
14. 其十三 第五航空艦隊司令長官親補から菊水作戦まで（同20年2月10日 - 同5月31日）
15. 其十四 大田実の戦死から特攻出撃直前まで（同6月1日 - 同8月15日）

### 俳句
- 満艦飾仰ぎに来るか鰺の群（1941年（昭和16年）11月3日）- 明治節。
- 武夫の夢はまどかぞ蛍飛ぶ（1942年（昭和17年）2月15日）- シンガポール陥落。
- 行く春や長蛇東に飛機は西（同17年4月20日）- ドーリットル空襲。
- 主待たでエリーは逝きぬ青葉陰（同17年6月15日）- 愛犬エリーの死。
- 赤道をまたいで飛ばす小用哉（1943年（昭和18年）3月11日）- 一日で赤道を二度通過。
- 五月雨やひとたまりなき破れ傘（1944年（昭和19年）6月26日）- マリアナ沖海戦後。
- 浮き草や昨日の渚今日の淵（同19年11月16日）- 第一戦隊司令官から軍令部出仕へ。
- 田も畑も此の秋来るか梅雨つづき（1945年（昭和20年）6月23日）- 沖縄守備軍司令官牛島満自決。

### 亡妻へ手向けた句歌
- 惜しみつつも返らぬ花の面影を 戦さ半に忘れ得も勢ず（1943年（昭和18年）4月3日）
- 露おきて人目をよそに野ばらかな（1945年（昭和20年）4月26日）

1945年（昭和20年）4月26日は妻の五年祭であった。宇垣は前年の命日には自宅での祭祀を行わせず、翌年「心より五年祭を営む」つもりであったが、同20年1月に兄の上京を機会に内輪で五年祭を行った。同年の命日に戦地にあった宇垣は、野ばら一枝をもって妻を弔った。

### 戦藻録年表
| 西暦 | 和暦 | 日付  | 履歴                 | 出来事                                                                                   |
| ---- | ---- | ----- | -------------------- | ---------------------------------------------------------------------------------------- |
| 1938 | S13  | 12/15 | 軍令部第一部長       | 1/15近衛声明、3/24国家総動員法成立、7/14張鼓峰事件                                       |
| 1939 | S14  |       |                      | 2/10海南島占領、5/11ノモンハン事件、 7/26米国日米通商航海条約廃棄通告、9/1第二次世界大戦 |
| 1940 | S15  | 4/26  | 妻知子死去           | 9/23北部仏印進駐、9/27日独伊三国同盟                                                     |
| 1941 | S16  | 4/10  | 第八戦隊司令官       | 7/28南部仏印進駐                                                                         |
|      |      | 8/11  | 連合艦隊参謀長       | 10/8対日石油全面禁輸、10/18東條内閣発足、12/8真珠湾攻撃                                  |
| 1942 | S17  |       |                      | 5/8珊瑚海海戦、6/5ミッドウェー海戦、8/7米軍ガダルカナル島上陸、 10/26南太平洋海戦        |
| 1943 | S18  | 5/22  | 軍令部出仕           | 4/7い号作戦、4/18海軍甲事件                                                              |
| 1944 | S19  | 2/25  | 第一戦隊司令官       | 6/19マリアナ沖海戦、7/7サイパン守備隊全滅、10/23レイテ沖海戦                             |
|      |      | 11/15 | 軍令部出仕           |                                                                                          |
| 1945 | S20  | 1/10  | 山本、古賀を墓参     |                                                                                          |
|      |      | 1/12  | 知子五年祭           |                                                                                          |
|      |      | 1/20  | 博光軍医中尉任官     |                                                                                          |
|      |      | 2/10  | 第五航空艦隊司令長官 | 菊水作戦、3/21神雷部隊全滅、4/7坊ノ岬沖海戦、6/20沖縄守備隊全滅                          |
|      |      | 8/15  | 戦死                 | 8/15玉音放送                                                                             |

## 書誌情報
- 宇垣纒 著、小川貫爾、横井俊之共編 編『戦藻録　宇垣纒日記』 前篇、日本出版協同、1952年。
- 宇垣纒 著、小川貫璽・横井俊幸共編 編『戦藻録　宇垣纒日記』 後篇、日本出版協同、1953年。
- 宇垣纒 著、小川貫璽・横井俊幸 編『戦藻録』原書房〈明治百年史叢書 第50巻〉、1968年。
  - 宇垣纒『戦藻録　大東亜戦争秘記』（新装版）原書房、1993年7月。ISBN 4-562-02462-3。
  - 宇垣纒『戦藻録　宇垣纏日記』（新装版）原書房、1996年6月。ISBN 4-562-02783-5。
  - 宇垣纒『戦藻録』 上、半藤一利監修、戸髙一成解説（新漢字・新かな版）、PHP研究所、2019年2月。ISBN 978-4-569-84225-7。
  - 宇垣纒『戦藻録』 下、半藤一利監修、戸高一成解説（新漢字・新かな版）、PHP研究所、2019年2月。ISBN 978-4-569-84226-4。
- 宇垣纒 著「戦藻録」、会田雄次 編『太平洋戦争』筑摩書房〈現代日本記録全集 第21〉、1969年。
- Matome Ugaki (November 1991). Donald M. Goldstein, Katherina V. Dillon. ed. Fading Victory: The Diary of Admiral Matome Ugaki, 1941-1945. Foreword by Gordon W. Prange, Translated by Masataka Chihaya (Hardcover ed.). University of Pittsburgh Press. ISBN 0-8229-3665-8
- Matome Ugaki (March 17, 2008). Donald M. Goldstein, Katherine V. Dillon. ed. Fading Victory: The Diary of Admiral Matome Ugaki, 1941-1945. Foreword by Gordon W. Prange, Translated by Masataka Chihaya (Paperback ed.). Naval Institute Press. ISBN 978-1-59114-324-6